# 테슬라 (마이크로아키텍처)

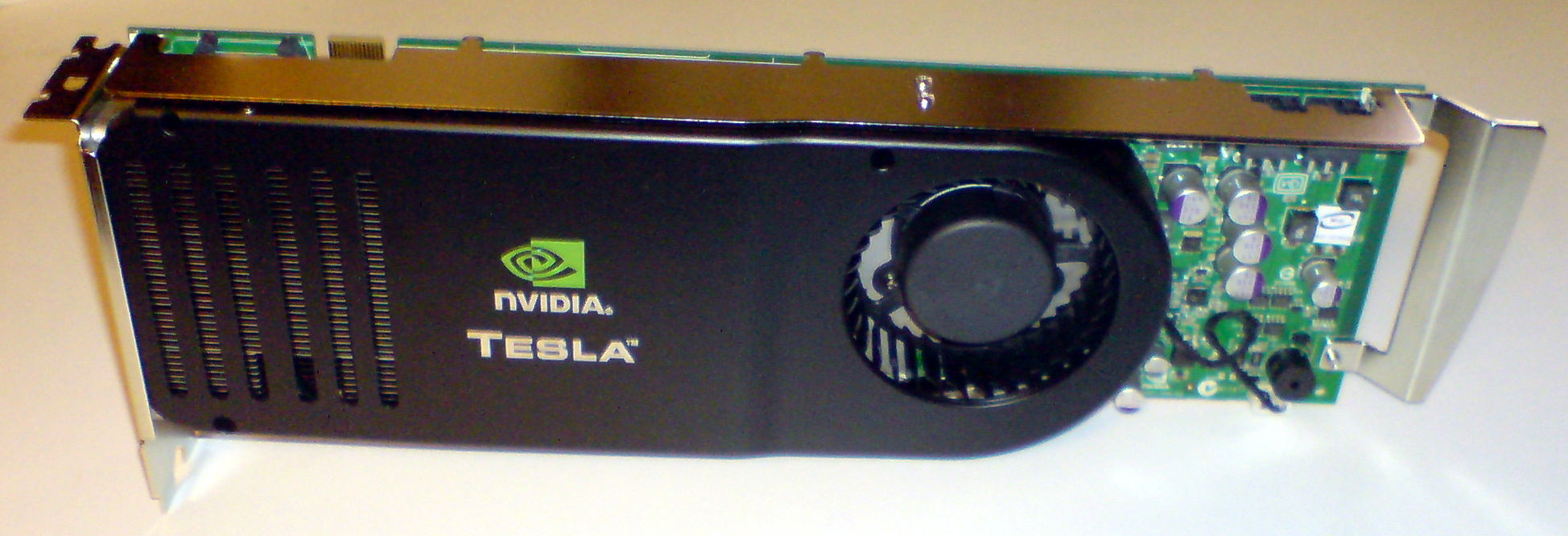
테슬라

테슬라(Tesla)는 엔비디아가 개발하고 퀴리 마이크로아키텍처의 후속 제품으로 2006년에 출시된 GPU 마이크로아키텍처의 코드명이다. 이 이름은 선구적인 전기 기술자 니콜라 테슬라(Nikola Tesla)의 이름을 따서 명명되었다. 통합 셰이더를 구현한 엔비디아 최초의 마이크로아키텍처로 90nm, 80nm, 65nm, 55nm로 일괄 제조된 GPU의 지포스 8 시리즈, 지포스 9 시리즈, 지포스 100 시리즈, 지포스 200 시리즈 및 지포스 300 시리즈에 사용되었다. 지포스 405와 쿼드로 FX, 쿼드로 x000, 쿼드로 NVS 시리즈 및 엔비디아 테슬라 컴퓨팅 모듈에도 있었다.
테슬라는 지포스 7 시리즈 출시 당시 대표되었던 오래된 고정 파이프라인 마이크로아키텍처를 교체했다. 이는 유사한 디자인을 사용하는 엑스박스 360에서 ATI의 작업을 개발한 테라스케일이라는 AMD 최초의 통합 셰이더 마이크로아키텍처와 직접 경쟁했다. 테슬라에 이어 페르미가 뒤따랐다.

## 칩
- G80
- G84
- G86
- G92
- G92B
- G94
- G94B
- G96
- G96B
- G96C
- G98
- C77
- C78
- C79
- C7A
- C7A-ION
- ION
- GT200
- GT200B
- GT215
- GT216
- GT218
- C87
- C89

## 같이 보기
- 엔비디아 그래픽 처리 장치 목록
- CUDA
- 스케일러블 링크 인터페이스
- 아드레노